# Chór pielgrzymów
Chór pielgrzymów – nazwa odnosząca się do chóralnych fragmentów oper, takich jak Tannhäuser Richarda Wagnera i Nabucco (Nabuchodonozor) Giuseppe Verdiego.

## Chór z Tannhäusera
W Tannhäuserze zapowiedź tego chóru pojawia się już na początku uwertury, sam zaś chór (Heil! Heil! Der Gnade Wunder Heil!), na końcu opery w jej trzecim akcie. Pielgrzymi sławią w nim Boga za to, że zazieleniły się i zakwitły ich laski na znak przebaczenia grzechów największym grzesznikom, w tym tytułowemu bohaterowi opery. Muzyka jest dostojna, pełna patosu.

## Chór z Nabucco
Podobnie jak u Wagnera motyw tego chóru pojawia się już w uwerturze, sama zaś pieśń rozpoczynająca się słowami Va, pensiero rozpoczyna drugą odsłonę III aktu tej opery. Pozbawieni ojczyzny Izraelici skarżą się tutaj na swój los. Pieśń szybko stała się nieformalnym hymnem rozbitych i częściowo podbitych Włoch, a kariera Verdiego nabrała przyspieszenia również za sprawą opery i na fali popularności tej pieśni.
Oba chóry uzyskały autonomię w stosunku do oper, z których pochodzą. Zwłaszcza Va, pensiero doczekał się wielu nawiązań i interpretacji, znacznie przewyższając popularnością samego Nabucco.